# Boletina dubia
Boletina dubia es una especie de mosquito del género Boletina, familia Mycetophilidae, orden Diptera.

## Distribución
Se distribuye por Europa: Reino Unido, Finlandia, Noruega y Suecia.

## Taxonomía
Fue descrita por Meigen en 1804.
Tratamiento taxonómico
La especie aparece registrada y publicada en Klassifikazion und Beschreibung der europäischen zweiflügligen Insekten. (Diptera Linn.). Erster Band. Abt. I. xxviii + pp. 1-152, Abt. II. vi + pp. 153-314.